# Ghiacciaio Payne
Il ghiacciaio Payne (in inglese Payne Glacier) è un ghiacciaio situato sull'isola Thurston, al largo della costa di Eights, nella Terra di Ellsworth, in Antartide. Il ghiacciaio, il cui punto più alto si trova a circa 275 m s.l.m., è situato in particolare nella parte settentrionale della penisola Evans, dove fluisce verso nord fino ad entrare in mare poco a est di capo Walden.

## Storia
Il ghiacciaio Payne è stato così battezzato dal Comitato consultivo dei nomi antartici in onore di J.B. Payne, uno dei fotografi del Gruppo Orientale dell'Operazione Highjump, che scattò fotografie aeree di questo ghiacciaio e delle aree costiere adiacenti nel periodo 1946-47.